# 乙
乙（おつ、きのと）は、十干の2番目である。
陰陽五行説では木性の陰に割り当てられており、ここから日本では「きのと」（木の弟）ともいう。

## 概要
- 「乙」という漢字の起源についてはこれまで様々な提案がなされてきたが定説は無い[1]。十干の二番目を指す単語に用いるのは仮借による。
- 十干を順位づけに使った場合には、乙は2番目の意味となる。また、十干を分類に使用して「乙種」「乙類」などということもある。この場合は単に分類の名前として甲・乙とつけただけであるが、乙種は甲種より劣っていると誤解している者も多い。例えば焼酎の分類には甲類・乙類があるが、乙類が「劣ったもの」と誤解されるのを避けるため、「本格焼酎」という別名がつけられている。
- また、「甲乙付けがたい」という表現に見られるように、甲を優位に、乙を劣位に例えることがある。書道などでは進級、昇段試験において、甲乙を用いて示す。
- 西暦年の下一桁が5の年が乙の年となる。なお、年を表す時の別名は旃蒙[2]。
- 反対側は、庚（かのえ）。
- 恵方は、西南西やや西（255度）。

## 乙を含む干支
- 乙丑
- 乙亥
- 乙酉
- 乙未
- 乙巳
- 乙卯